# John Møller (Sportschütze)
John Ludvig Møller (* 9. Januar 1866 in Nes; † 15. Januar 1935 in Oslo) war ein norwegischer Sportschütze.

## Erfolge
John Møller nahm an den Olympischen Zwischenspielen 1906 in Athen in vier Disziplinen teil. Im Dreistellungskampf mit dem Freien Gewehr gewann er im Mannschaftswettbewerb gemeinsam mit Albert Helgerud, Ole Holm, Gudbrand Skatteboe und Julius Braathe die Silbermedaille. Den Einzelwettkampf beendete er auf dem elften, den Wettbewerb mit dem Militärgewehr über 300 m auf dem 15. Rang. Mit dem Militärgewehr in der Modellversion von 1874 verpasste er als Vierter knapp einen weiteren Medaillengewinn.